# Rifugio Bristot
Il rifugio Angelo Bristot è un rifugio alpino situato nel comune di Belluno (BL), posto nel comprensorio sciistico dell'Alpe del Nevegal sul versante settentrionale delle Prealpi Bellunesi a 1616 m s.l.m.

## Storia
Disegnato da Mario De Donà, che curò anche gli arredi interni, fu inaugurato nel 1950.

## Escursioni principali
- Col Visentin
- Rifugio Brigata Cadore

## Galleria d'immagini

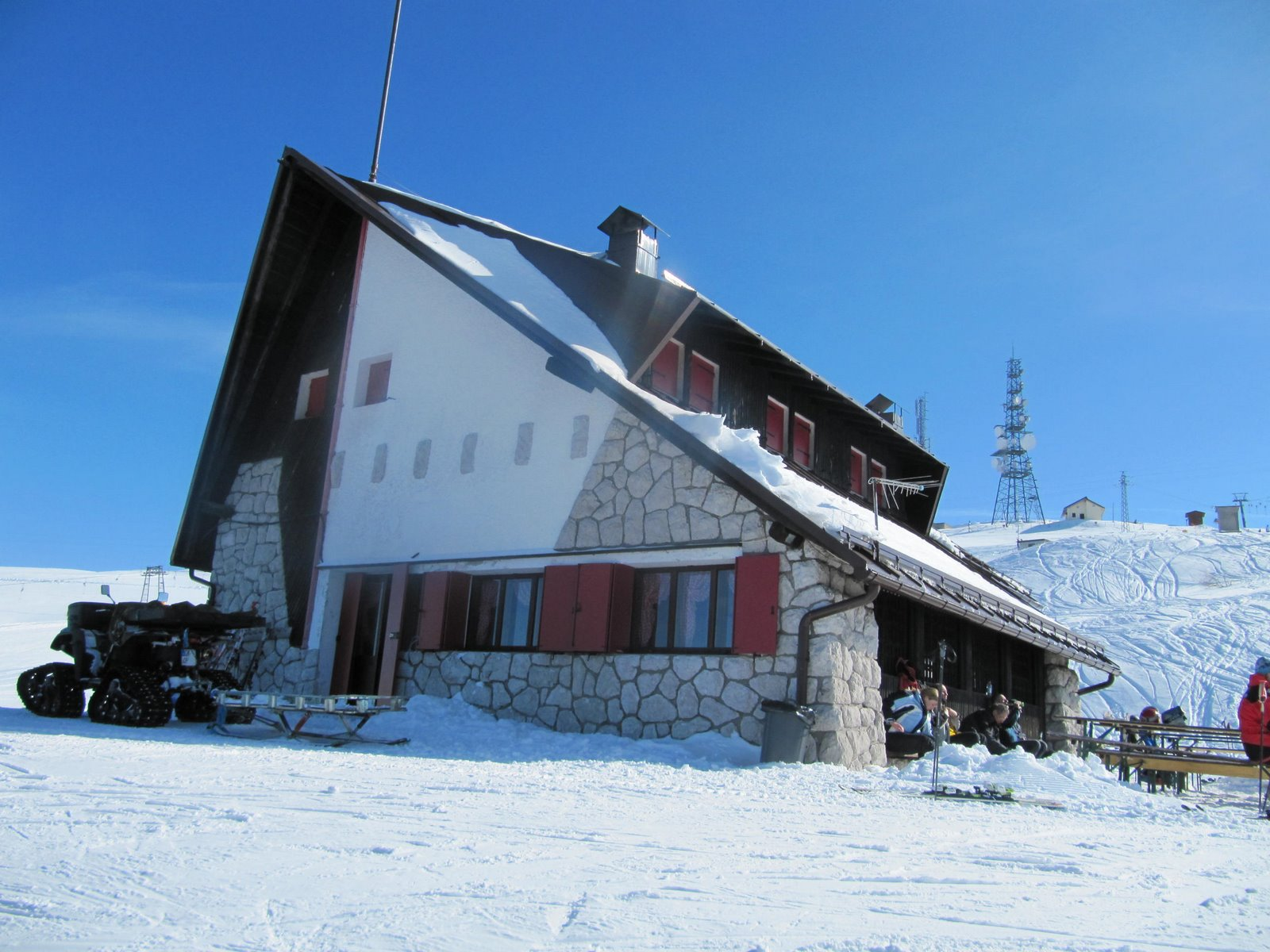
Il rifugio Bristot

## Cartografia
- LAGIRALPINA 1: 25000, foglio n. 2. Alpi Bellunesi
- TABACCO 1: 50000 Foglio n. 4. Belluno, Feltre.